# ヌグール環礁
ヌグール環礁（英語: Ngulu Atoll）は太平洋西部、ミクロネシア連邦カロリン諸島の珊瑚環礁。ヤップ州で選挙区となっている。
ヌグール環礁は36km×22kmほどあり、環礁は18の礁に分かれており、環礁全体の面積は382km2である。環礁の東部は深くなっており、9つの島の合計土地面積は0.4km2のみである。ヌグール環礁はヤップ島から南南西に104kmの位置にあり、ミクロネシア連邦で最西端の環礁になっている。2000年の時点で人口は26人であった。

## 歴史
1565年1月23日、アロンソ・デ・アレリャーノがパターチェのサンルカスに乗船中に発見したとされる。1802年にはスペインの海軍将校Juan Lafitaによって捜索されている。
カロリン諸島はスペイン領東インドを経て1899年にドイツ領ニューギニアの一部として売却され、第一次世界大戦後に大日本帝国が委任統治を行う南洋諸島となった。第二次世界大戦後にはアメリカが占領し、国連の太平洋諸島信託統治領となり、1979年のミクロネシア連邦独立後はその一部となっている。

## 註
- Columbia Gazeteer of the World. Vol. 1, p. 900

1. ↑  2000 census of Yap
2. ↑  Sharp, Andrew The discovery of the Pacific   Islands Oxford, 1960, p.36.